# Rai Isoradio
Rai Isoradio è un canale radiofonico attivo 24 ore al giorno, edito dalla Rai ed incentrato sulle notizie di infotraffico.
Il canale trasmette lungo gran parte delle autostrade e strade italiane in isofrequenza FM 103.3 MHz, nonché nei grandi centri.
Isoradio identifica anche una delle quattro direzioni della radiofonia Rai, insieme a Radio 1, Radio 2 e Radio 3. Ha annunciatori presenti in studio a tutte le ore del giorno.
La programmazione viene realizzata e trasmessa da due studi radiofonici nel Centro di produzione Rai di Saxa Rubra in Roma, nella palazzina G2, che è prevalentemente dedicata alla radiofonia.

## Storia
Nata il 23 dicembre 1989, con uno studio in Via Asiago 10, presso l'allora Centro di Produzione Radio di Roma, Isoradio si avvale principalmente delle informazioni del CCISS e di Autostrade per l'Italia e Autostrada dei Fiori per le informazioni. All'inizio trasmetteva da Via Asiago 10 in Roma musica e un notiziario sul traffico autostradale ogni 30 minuti. Per i primi anni le notizie furono fornite unicamente e in stretta collaborazione con Autostrade per l'Italia, dove era stata realizzata la prima "catena" FM; successivamente furono impiegate anche notizie di fonte CCISS. Isoradio, fornendo principalmente notizie sulla grande viabilità, viene da più parti accusata di diffondere notizie non tempestive, tuttavia i tempi di trasmissione sono dati dalla tempestività delle fonti disponibili.
Fino al 21 luglio 2018 era l'unica emittente radiofonica a livello nazionale senza pubblicità, ma dal giorno successivo Isoradio trasmette una breve sequenza di spot abbinata al Segnale Orario allo scattare della mezz'ora. La pubblicità sull'emittente era già stata presente per un periodo tra il 1992 e il 1993. Inserire la pubblicità all'interno della programmazione consente a RAI di aumentare i ricavi, che potrebbero essere reimpiegati per incrementare la copertura del territorio, in modo tale da portarla al 100% dell'intera rete autostradale. Tuttavia, il progetto è quasi impossibile da realizzare per gli altissimi costi, dovuti alla situazione di caos elettromagnetico nella banda FM, congelata da una sanatoria che ha trasformato le frequenze occupate abusivamente in concessioni.
Isoradio è stata diretta ininterrottamente da Fabrizio Centamori dal 1989 al 2001. La linea editoriale degli inizi, composta esclusivamente da musica e notiziari, fu gradualmente arricchita tramite collegamenti in diretta con Enti pubblici coinvolti nella gestione del traffico, e ampliando la gamma di notizie fino a farla diventare, col direttore Riccardo Berti, la radio della Protezione Civile e attivare un suo sito web nel 2003. Con Aldo Papa la frequenza dei notiziari continuò a crescere fino a farli diventare praticamente continui (specie nelle prime ore della mattinata), o intervallati da un brano di musica leggera.
Attualmente il palinsesto è segnato da due interruzioni pubblicitarie ogni mezz'ora, e da una sequenza di musica interrotta da collegamenti periodici e notizie lette dagli speaker; con Danilo Scarrone sono stati anche inseriti diversi programmi, soggetti però ai continui inserimenti di notizie e collegamenti con Enti. È in assoluto, a livello nazionale, la radio che trasmette più notiziari (centinaia ogni giorno) sul traffico.
Dal 1º aprile 2010, sotto la guida di Aldo Papa, la linea editoriale di Isoradio fu ulteriormente arricchita, sfruttando gli orari di "stanca" delle notizie inserendo programmi musicali, culturali e d'informazione, con una particolare attenzione alla musica italiana ed in particolare agli esordienti. Inoltre l'emittente iniziò a trasmettere 24 ore su 24; in precedenza trasmetteva dalle ore 5:30 alle 0:30 (solo in caso di esodi, controesodi e situazioni di particolare rilievo il servizio copriva anche le ore notturne). Inizia anche a trasmettere, anche se con riserva sulla veridicità, le informazioni sul traffico inviate via SMS dagli ascoltatori al 348 1031010. Dal 16 settembre 2012, come conseguenza dei tagli alla spesa pubblica decisi a fine 2011 dal governo Monti, che tagliarono i contributi al CCISS, Isoradio realizzò anche i notiziari di Onda Verde in onda su Radio 1, Radio 2 e Radio 3 prima realizzati da ACI presso la centrale CCISS; i notiziari TV sono diffusi in diretta durante i telegiornali o dedicati per il web, in media ogni due ore.
Durante la direzione (ad interim) di Bruno Socillo, si focalizza di nuovo sull'informazione per la mobilità, eliminando i programmi di approfondimento informativo e culturale. Con la direzione di Danilo Scarrone, Isoradio ha arricchito la sua programmazione con numerosi appuntamenti e rubriche aventi come tema comune la sicurezza stradale estesa anche ai giovanissimi. Inoltre, durante l'anno scolastico, ogni mercoledì sono ospiti in diretta negli studi gli studenti di scuole medie inferiori e superiori per parlare di educazione stradale. Nel dicembre 2016 la Direzione Canali Radio di Pubblica Utilità, che includeva Isoradio, la parte radio e TV del CCISS e l'ex-Filodiffusione, è stata sciolta; i due canali della ex-Filodiffusione sono confluiti nei canali digitali radiofonici; la parte ex-CCISS (TV, Onda Verde, data broadcasting, rapporti con gli Enti) è confluita nella struttura Rai Pubblica Utilità, mentre Isoradio è divenuta Direzione autonoma per la sola radiofonia.
Isoradio era al centro di una ragnatela di competenze istituzionali a causa del carattere territoriale del servizio di mobilità. È quindi complesso separare le competenze di Isoradio da quelle degli altri enti. La trasmissione radiofonica, fino al 2017 gestita dalla Direzione Canali Radio di Pubblica Utilità che includeva anche Isoradio, è stata accorpata a quella televisiva (il televideo) nella struttura Pubblica Utilità, che ha incorporato anche l'area web, un tempo gestita dalla consociata RaiNet. La diffusione di Isoradio è a cura di Rai Way sul satellite, via FM (nelle tratte dove non è a cura del Gestore della strada o Autostrada), sul DTT e sul DAB+.
Sono stati avanzati progetti di "regionalizzazione" dell'emittente, poi non concretizzati sia per gli alti costi, sia perché la produzione radiofonica RAI è concentrata tutta in Roma: le trasmissioni radiofoniche delle sedi regionali sono infatti gestite dalla produzione televisiva oppure (ad esempio nelle regioni e province autonome, ove la programmazione è più consistente, ai sensi del contratto di servizio Rai) dalle sedi stesse.

## Frequenze e ricezione
Il nome deriva dall'essere la prima radio trasmessa in isofrequenza in numerose regioni italiane sulla frequenza di 103,3 MHz, per consentire a chi viaggia in autostrada di non dover cambiare continuamente frequenza sul radioricevitore, ed è l'unica radio FM ricevibile anche nelle gallerie autostradali dotate degli apparati necessari.
La tecnica diffusiva in isofrequenza, brevettata dal Centro Ricerche della Rai, implica che Isoradio trasmetta in monofonia e che le zone siano coperte sia da trasmettitori tradizionali "a monte" (che coprono vaste aree) sia da trasmettitori "a raso" (lungo le autostrade e in galleria). Il sistema "a raso" è realizzato disponendo una sequenza di antenne FM monodirezionali (l'irradiazione avviene in un verso preferenziale) in modo che la zona di interferenza tra antenne sia ridotta a 100-200 metri, con il lobo principale allineato al percorso autostradale. Per ridurre le interferenze con i trasmettitori esterni, e per seguire il percorso autostradale, le tratte coperte dai singoli trasmettitori sono molto corte, anche 2-3 km mentre l'FM in genere ha raggi di copertura di 30-80 km. Questo spiega anche perché la copertura può essere "a tratti": nel caso di guasto di un singolo trasmettitore la copertura manca solo in quel tratto. In ogni galleria è posto un singolo trasmettitore FM, e se è lunga un cavo fessurato per l'irradiazione. Dove è possibile, tutti i trasmettitori "a raso" sono collegati tramite una dorsale a fibra ottica in modo da inviare direttamente all'amplificatore il segnale già modulato in FM a 103,3 MHz, in questo modo si ottiene una buona uniformità di segnale su tutti i sotto-tratti asserviti da quella dorsale.
Va ricordato che nel 1989, quando è nata Isoradio, non esisteva la rete telefonica cellulare, e i costi di realizzazione erano elevatissimi. Con la diffusione ormai capillare di tale rete, Isoradio può anche essere ascoltata tramite il portale multimediale RaiPlay Radio.
Per ridurre le interferenze con frequenze non Rai di altri operatori, in alcune tratte e ad alcuni grandi centri urbani sono state assegnate frequenze FM differenti, come Roma (103.5); Milano, Pavia, Lodi, Biella e Vicenza (103.2). A queste si sono aggiunte altre nuove frequenze sulla autostrada A2 del Mediterraneo: Lamezia, Vibo Valentia e buona parte della provincia di Reggio Calabria (89.6 - 95.1), Reggio Calabria centrale e Messina (104.2), Latina (95.4); sulla autostrada A25 in Abruzzo tra Cocullo e Sulmona (103.7); sulla autostrada A22 in Trentino a Mori, Rovereto (102.9); Autostrada A1 in Emilia-Romagna e Lombardia tra Piacenza e Lodi (88.2); Autostrada A14 in Emilia-Romagna tra Rimini e Misano Adriatico (103.4); sulla autostrada A19/A20 in Sicilia tra Palermo e Sant'Agata di Militello (98.4), e una zona della A24 in provincia di Rieti nei pressi di Borgorese / Torano si riceve su (101.3).
La copertura di Rai Isoradio include più di 1500 km di autostrade, comprese 159 gallerie. Tuttavia, in alcune zone, come ad esempio da Roma sino a Palermo dove c'è copertura non si riceve in nessuna delle gallerie presenti e si perde subito il segnale, come lo si perde frequentemente anche sulle montagne della Sila ed altri rilievi dell'appenino centro-meridionale. Sull'autostrada Padova-Venezia-Trieste e Palmanova-Gemona del Friuli Rai IsoRadio non è ricevibile mentre da Carnia a Tarvisio la radio è fruibile anche nelle gallerie. Rai Isoradio è diffusa via satellite Eutelsat Hot Bird e via Internet (Windows Media Player, 96 kbit/s) all'interno del proprio sito web. La gestione della rete e la distribuzione del segnale è a cura della società Rai Way e di Autostrade per l'Italia. È uno dei canali trasmessi sulla Radio Digitale DAB+ e sul web, dove può essere ascoltata con una App. Dal 20 gennaio 2011 al 13 settembre 2015 è stato disponibile anche sul digitale terrestre nel multiplex RAI Mux 2, salvo poi farne ritorno il 21 settembre successivo. Dal 20 ottobre 2021, in seguito allo spegnimento del Mux 2, il canale non è più disponibile sul digitale terrestre.
| Luogo                                                    | Frequenza 1 | Frequenza 2 |
| -------------------------------------------------------- | ----------- | ----------- |
| Alessandria                                              | 103.3       | -           |
| Ancona                                                   | 103.3       | -           |
| Arezzo                                                   | 103.3       | -           |
| Ascoli Piceno                                            | 103.3       | -           |
| Avellino                                                 | 103.3       | -           |
| Bergamo                                                  | 103.3       | -           |
| Biella                                                   | 103.2       | -           |
| Bologna                                                  | 103.3       | -           |
| Brescia                                                  | 103.3       | -           |
| Caserta                                                  | 103.3       | -           |
| Chieti                                                   | 103.3       | -           |
| Cosenza                                                  | 103.3       | -           |
| Cremona                                                  | 103.3       | -           |
| Ferrara                                                  | 103.3       | -           |
| Firenze                                                  | 103.3       | -           |
| Foggia                                                   | 103.3       | -           |
| Forlì                                                    | 103.3       | -           |
| Frosinone                                                | 103.3       | -           |
| Genova                                                   | 103.3       | -           |
| Grosseto                                                 | 103.3       | -           |
| Imperia                                                  | 103.3       | -           |
| La Spezia                                                | 103.3       | -           |
| Latina                                                   | 95.4        | -           |
| Livorno                                                  | 103.3       | -           |
| Lucca                                                    | 103.3       | -           |
| Macerata                                                 | 103.3       | -           |
| Massa                                                    | 103.3       | -           |
| Matera                                                   | 103.3       | -           |
| Messina                                                  | 104.2       | -           |
| Milano                                                   | 103.2       | -           |
| Modena                                                   | 103.3       | -           |
| Napoli                                                   | 103.3       | -           |
| Novara                                                   | 103.2       |             |
| Parma                                                    | 103.3       | -           |
| Pavia                                                    | 103.2       |             |
| Pesaro                                                   | 103.3       | -           |
| Pescara                                                  | 103.3       | -           |
| Piacenza                                                 | 88.2        | -           |
| Pisa                                                     | 103.3       | -           |
| Pistoia                                                  | 103.3       | -           |
| Potenza                                                  | 103.3       | -           |
| Prato                                                    | 103.3       | -           |
| Ravenna                                                  | 103.3       | -           |
| Reggio Calabria                                          | 104.2       | -           |
| Reggio Emilia                                            | 103.3       | -           |
| Rimini                                                   | 103.4       | -           |
| Roma                                                     | 103.5       | -           |
| Rovigo                                                   | 103.3       | -           |
| Salerno                                                  | 103.3       | -           |
| Savona                                                   | 103.3       | -           |
| Terni                                                    | 103.3       | -           |
| Torino                                                   | 103.3       | -           |
| Trento                                                   | 103.3       | -           |
| Verona                                                   | 103.3       | -           |
| Vibo Valentia                                            | 89.6        | 95.1        |
| Vicenza                                                  | 103.2       | -           |
| Viterbo                                                  | 103.3       | -           |
| A10 Genova-Ventimiglia                                   | 103.3       | -           |
| A12 Genova-Rosignano Marittimo                           | 103.3       | -           |
| A12 Firenze-Pisa Nord                                    | 103.3       | -           |
| A23 Udine-Tarvisio                                       | 103.3       | -           |
| A22 Mori                                                 | 102.9       | -           |
| A22 Rovereto                                             | 102.9       | -           |
| A1 Milano                                                | 103.2       | -           |
| A1 Parma-Lodi                                            | 103.3       | -           |
| A15 Parma-Piacenza                                       | 103.3       | -           |
| A1 Bologna-Roma Nord                                     | 103.3       | -           |
| GRA                                                      | 103.5       | -           |
| A14 Bologna-Taranto nord                                 | 103.3       | -           |
| A16 Napoli-Canosa                                        | 103.3       | -           |
| A2 Reggio Calabria-Rosarno                               | 104.2       | -           |
| A3 Napoli-Salerno                                        | 103.3       | -           |
| A2 Mileto-San Mango D'Aquino San Mango D'Aquino-Mormanno | 89.6 103.3  | 95.1        |
| SGC Fi-Pi-Li Firenze-Cascina                             | 103.3       | -           |
| SS1 Aurelia Monte Argentario                             | 103.3       | -           |
| A25 Cocullo-Sulmona                                      | 103.7       | -           |
| A19/A20 Palermo-Sant'Agata di Militello                  | 98.4        | -           |

## Palinsesto
I palinsesti di Isoradio contengono alcuni elementi fissi, che si alternano nel corso di ogni ora di programmazione; 
- Informazioni continue sul traffico ricevute tramite i sistemi informatici Tip On Line di Autostrade per l'Italia e del CCISS;
- Informazioni dai radioascoltatori, che le inviano solo via Whatsapp o SMS al numero 348 1031010;
- Informazioni su eventi di rilievo come terremoti, alluvioni, ecc. che possano causare ripercussioni sulla viabilità;
- Musica leggera, dagli anni '50 a oggi, più le novità di successo;
- Media partner del Premio Lunezia per la promozione degli otto finalisti della sezione nuove proposte;
- Notiziari brevi del GR1; tra cui i titoli delle edizioni lunghe del GR1 e del TG1 delle 20.00.
- Servizi informativi, culturali, musicali, di pubblica utilità; molti sono riascoltabili in streaming sul sito www.isoradio.rai.it, nell'area Multimedia - Audionews.
- Informazioni meteorologiche (in diretta al mattino a partire dalle 5:30), a cura dell'Aeronautica Militare e di Rai Pubblica Utilità per mezzo di collegamenti con Pratica di Mare o con la presenza di ufficiali A.M. in studio; attualmente (novembre 2018) il servizio è fornito dalla struttura Meteo e Infomobilità che la Rai ha istituito per gestire le informazioni sul meteo erogate dalle reti aziendali.

Il palinsesto dalle 00:30 alle 05:30, dato il basso numero di notizie di traffico, è particolarmente orientato agli approfondimenti informativi e ai consigli sulla sicurezza e prende il nome di Notte Sicura, curata principalmente da Elena Carbonari e Alessandro De Gerardis. Sul sito della radio sono disponibili informazioni sul traffico in tempo reale, da fonte CCISS, articoli, servizi video e audio nell'area Multimedia.

## Direttori
- Fabrizio Centamori (dirigente responsabile) (1989 - 2001) è stato il padre artistico che l'ha fatta nascere e diretta per anni, anche quando non era Direzione autonoma.
- Vincenzo Viggiani (1996 -1998), con cui Isoradio fu incorporata nella Direzione Canali di Pubblica Utilità e Innovativi creata "ad hoc" per Vincenzo Viggiani, prima Direttore del Centro di Produzione Radio di Via Asiago 10 - Roma. Con lui sono iniziati i Direttori veri e propri.
- Bruno Palmieri (1998 - 2002) - deceduto in servizio
- Riccardo Berti (2002 - agosto 2009) - deceduto in servizio; con lui è stata eliminata la parte Canali Innovativi (web) dalla Direzione.
- Aldo Papa (agosto 2009 - agosto 2013)
- Bruno Socillo (agosto 2013-14 novembre 2013) - ad interim, con vicedirettrice Michela La Pietra.
- Danilo Scarrone (14 novembre 2013 - 30 ottobre 2020), con cui Isoradio è divenuta Direzione Radiofonica autonoma, dal 2017 quando la Direzione Canali Radio di Pubblica Utilità è stata divisa fra tre Direzioni Pubblica Utilità (parte TV, Onda Verde, rapporti con il CCISS), Isoradio e Canali Digitali (Radio4 e Radio5)
- Angela Mariella (dal 30 ottobre 2020 al 13 giugno 2023)[5]
- Alessandra Ferraro (da giugno 2023)

## Conduttori e redattori
- Stefania Benigni
- Elena Carbonari
- Alessandro De Gerardis
- Rossella Diaco
- Roberto Fragomeno
- Maria Rosaria Gavar
- Max Locafaro
- Maria Cristina Manca
- Simone Mercurio
- Giusi Panara
- Davide Santirocchi
- Alessandra Tocci
- Angelo Torchetti

La redazione può essere contattata tramite e-mail: isoradiorai.it, via SMS e Whatsapp al 348 1031010, per posta scrivendo a Isoradio Largo Villy De Luca 4 00188 Roma, per telefono tramite il Centralino RAI di Roma (06-3878.1)
Le foto della redazione (novembre 2018) sono pubblicate alla pagina http://www.isoradio.rai.it/dl/portali/site/articolo/list/ContentSet-3ee50c77-2d67-40bf-9cab-03c1ec46c6fe.html.

## Loghi

2000 - 18 maggio 2010
18 maggio 2010 - 2014
2014 - 12 giugno 2017
In uso dal 12 giugno 2017